# Saint-Germain-sur-Sèves
Saint-Germain-sur-Sèves is een gemeente in het Franse departement Manche (regio Normandië) en telt 213 inwoners (1999). De plaats maakt deel uit van het arrondissement Coutances.

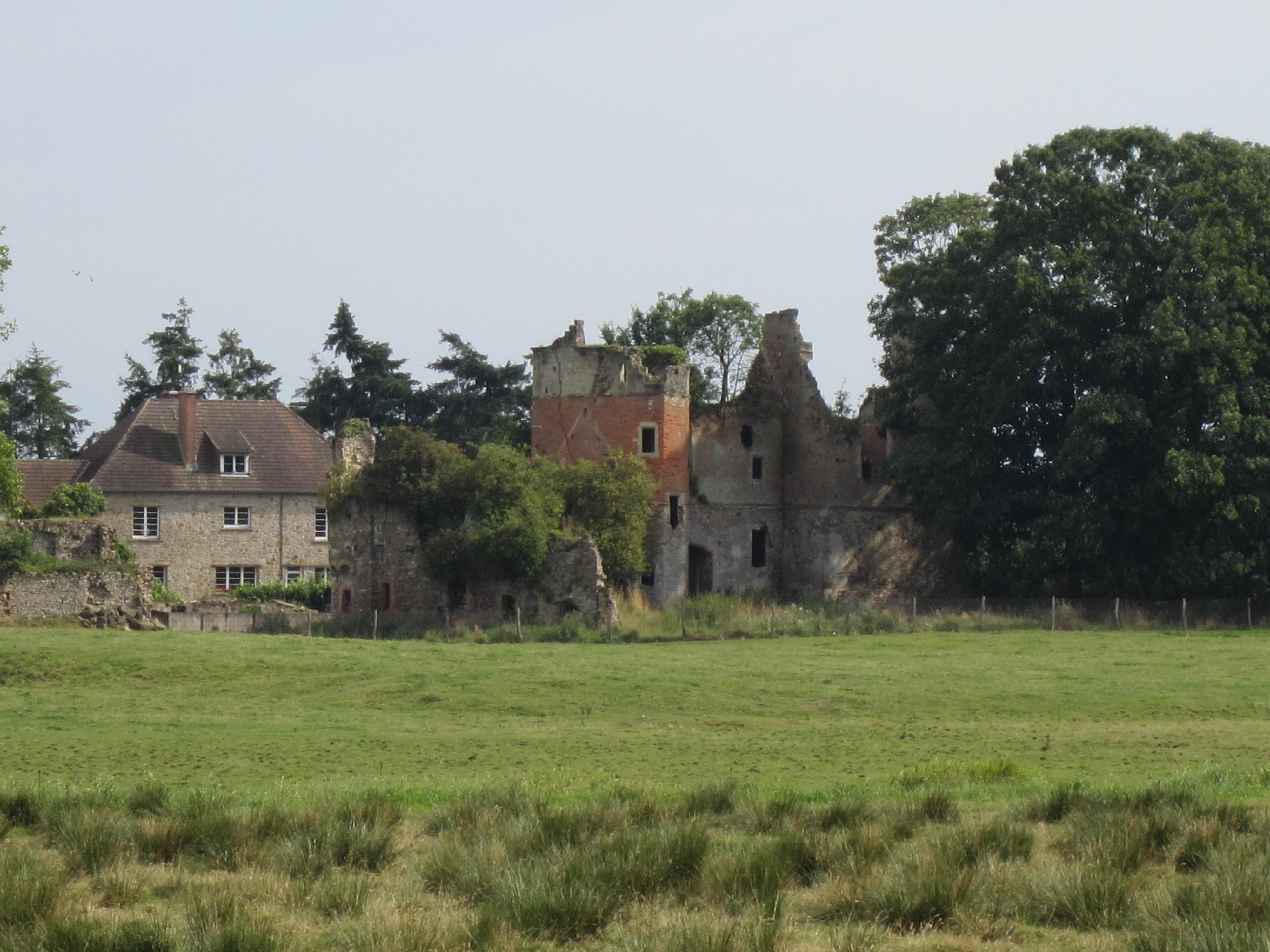
Kasteel van Saint-Germain-sur-Sèves
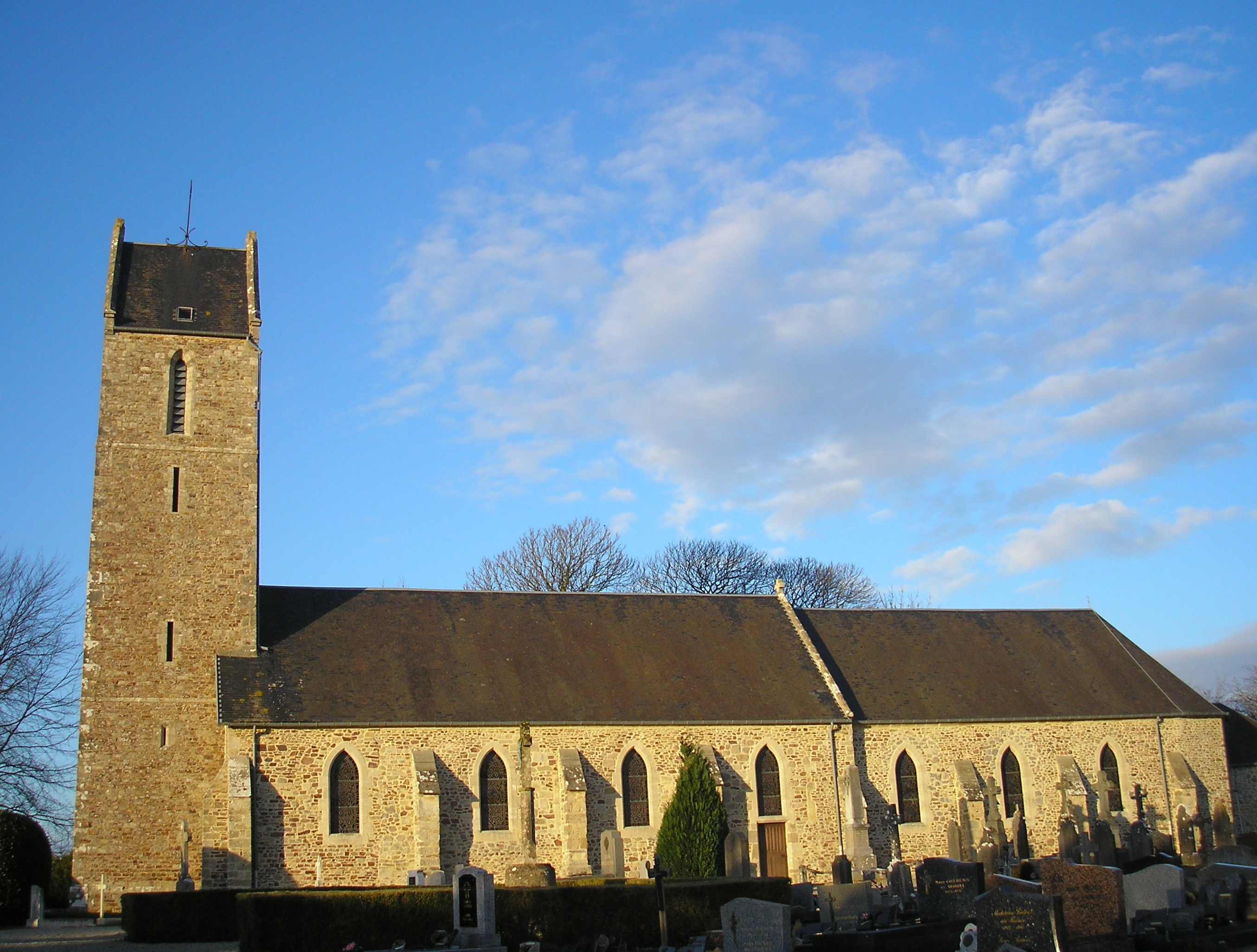
Kerk van Saint-Germain-sur-Sèves

## Geografie
De oppervlakte van Saint-Germain-sur-Sèves bedraagt 8,2 km², de bevolkingsdichtheid is 26,0 inwoners per km².
De onderstaande kaart toont de ligging van Saint-Germain-sur-Sèves met de belangrijkste infrastructuur en aangrenzende gemeenten.

## Demografie
Onderstaande figuur toont het verloop van het inwonertal (bron: INSEE-tellingen).

1. ↑  Populations de référence 2022.